# PCNEPV
Le PCNEPV — in extenso poly[oxa-1,4-phénylène-(1-cyano-1,2-vinylène)−(2-méthoxy-5-(3,7-diméthyloctyloxy)-1,4-phénylène)-1,2-(2-cyanovinylène)-1,4-phénylène] — est un polymère semi-conducteur de type n (accepteur d'électrons) faisant l'objet de recherches notamment dans le but de former des jonctions p-n, avec le MDMO-PPV, comme matériau de type p (donneur d'électrons), permettant de réaliser des cellules photovoltaïques en polymères ayant un bon rendement énergétique.

## Articles liés
- Cellule photovoltaïque en polymères
- MDMO-PPV – poly[2-méthoxy-5-(3,7-diméthyloctyloxy)-1,4-phénylène-vinylène]